# Edmonton Indy 2012
Das Edmonton Indy 2012 fand am 22. Juli auf dem Edmonton City Centre Airport in Edmonton, Alberta, Kanada statt und war das elfte Rennen der IndyCar-Series-Saison 2012.

## Berichte

### Hintergrund
Nach dem Honda Indy Toronto führte Ryan Hunter-Reay in der Fahrerwertung mit 34 Punkten vor Will Power und mit 46 Punkten vor Hélio Castroneves. Bei den Motorenherstellern führte Chevrolet mit 12 Punkten vor Honda und mit 41 Punkten vor Lotus.
Jeder Pilot hatte für das Rennen 120 s Zeit, den Push-To-Pass-Button zu drücken.
Ryan Briscoe trat bei diesem Indy zum 100. Mal zu einem Rennen der IndyCar Series an.
Mit Sébastien Bourdais, Scott Dixon, Power (je zweimal) und Justin Wilson (einmal) traten alle bisherigen Sieger zu diesem Indy an.

### Training
Im ersten Training fiel der Gesamtwertungsführende Hunter-Reay mit einer Unsportlichkeit auf. Er drängte James Jakes in Kurve 12 ab und zeigte ihm den Mittelfinger. Zur Strafe hielt in die Rennleitung für acht Minuten in der Boxengasse fest. Simon Pagenaud erzielte die schnellste Runde vor Mike Conway und Wilson. Die Pole-Zeit aus dem Vorjahr wurde von Pagenaud um circa zwei Sekunden unterboten. Das zweite Training wurde viermal unterbrochen. Als erstes drehte sich Wilson in Kurve 5, anschließend kam es beinah zu einer Kollision zwischen Power und Castroneves. Castroneves hatte sich vor der ersten Kurve verbremst und gedreht, während Power aus der Box fuhr und seinem Teamkollegen nur knapp ausweichen konnte. Die dritte Unterbrechung löste Charlie Kimball aus, indem er in einen Reifenstapel fuhr. Für die vierte Unterbrechung war das Ausrollen von Conway verantwortlich. Castroneves fuhr die schnellste Runde und unterbot die Zeit von Pagenaud aus dem ersten Training. Mit 0,0027 s Rückstand auf den Führenden wurde Dixon Zweiter. Conway belegte erneut den dritten Platz. Die ersten 18 Piloten lagen innerhalb einer halben Sekunde.
Im dritten Training trocknete die Strecke nach morgendlichem Regen ab und die Zeiten wurden zum Ende des Trainings besser. In der Anfangsphase löste Josef Newgarden mit einem Ausrutscher ins Gras in der elften Kurve eine Unterbrechung aus. Dario Franchitti erzielte die schnellste Runde vor Dixon und Power. Erneut lagen die schnellsten 18 Fahrer innerhalb einer halben Sekunde.

### Qualifying
Der erste Abschnitt des Zeitentrainings wurde in zwei Gruppen ausgetragen. Die sechs schnellsten Piloten jeder Gruppe kamen ins zweite Segment. Die restlichen Startpositionen wurden aus dem Ergebnis des ersten Qualifyingabschnitts bestimmt, wobei den Fahrern der ersten Gruppe die ungeraden Positionen ab 13, und den Fahrern der zweiten Gruppe die geraden Positionen ab 14 zugewiesen wurden. In der ersten Gruppe fuhr Power die schnellste Runde des gesamten Qualifyings, in der zweiten Gruppe war Hunter-Reay der schnellste Pilot.
Im zweiten Segment der Qualifikation qualifizierten sich die sechs schnellsten Fahrer für den finalen Abschnitt. In diesem Abschnitt waren Teile der Strecke nass, sodass die Piloten Intermediates verwendeten. Takuma Satō fuhr Satō die Bestzeit. Im letzten Abschnitt, dem so genannten Firestone Fast Six, erzielte Hunter-Reay unter trockenen Bedingungen die schnellste Runde vor Franchitti, Briscoe, Satō, Alex Tagliani und Castroneves. Hunter-Reay erhielt den Bonuspunkt und das Preisgeld für die Pole-Position, wegen eines vorzeitigen Motorenwechsels ging er jedoch vom elften Platz ins Rennen. Es war Hunter-Reays erste Pole-Position seit dem Champ-Car-Rennen in West Allis 2004.
Neben Hunter-Reay wurden auch Power und Oriol Servià wegen eines vorzeitigen Motorenwechsels um zehn Positionen nach hinten versetzt. Dixon und Simona de Silvestro erhielten ebenfalls eine Strafversetzung um zehn Plätze. Beide verwendeten bereits ihren sechsten Motor in der Saison. Für die Saison gab es aber ein Motorenlimit von fünf Motoren. Das Team Penske gab an, dass Powers Motorenwechsel strategisch bedingt war, da mit Dixon und Hunter-Reay zwei Titelrivalen von Power ebenfalls strafversetzt wurden und man so eine neue Ausbaustufe verwenden konnte. Der Motorenwechsel von Hunter-Reay fand als Vorsichtsmaßnahme statt, da sein Andretti-Autosport-Teamkollege James Hinchcliffe ein Rennwochenende zuvor einen Motorschaden erlitten hatte.

### Abschlusstraining
Im Abschlusstraining am Sonntagmorgen war Dixon der schnellste Fahrer vor Rubens Barrichello und Conway.

### Rennen
Beim Start behielt Franchitti zunächst die Führung, Briscoe verlor den zweiten Platz an Tagliani, der sich an Briscoe vorbeibremste. Eine Runde später gelang es Tagliani an derselben Stelle, auch an Franchitti vorbeizufahren. Briscoe wurde anschließend auch noch von Satō und Castroneves überholt. Power, der zusammen mit Castroneves und Hunter-Reay zu den einzigen Piloten auf den härteren Reifen gestartet war, verbesserte sich in der ersten Runde vom 17. auf den 13. Platz. Während die ersten zehn Positionen zunächst unverändert blieben, gab es dahinter einige Veränderungen.
Während der Phase der ersten Boxenstopps verlor Tagliani kurzzeitig seine Führung, nahm diese jedoch nach dem Stopps seiner Konkurrenten wieder ein. Castroneves überholte bei dem Boxenstopp Franchitti und Satō. Power kam bei der Boxenausfahrt direkt vor Hunter-Reay zurück auf die Strecke. Hunter-Reay beschwerte sich nach dem Rennen beim Renndirektor Beaux Barfield über Powers Überholmanöver, was nicht sanktioniert worden war.
In der 44. Runde fiel mit Jakes der erste Pilot aus. Jakes hatte einen gebrochenen Stoßdämpfer. Zu diesem Zeitpunkt befanden sich noch alle Fahrer innerhalb der Führungsrunde. Bevor die zweiten Boxenstopps begannen, ging Power noch an Briscoe vorbei auf die sechste Position hinter Tagliani, Castroneves, Satō, Franchitti sowie Graham Rahal und holte auf die ersten fünf Fahrer auf.
Bei den zweiten Boxenstopps ging Castroneves in der 51. Runde an die Box. Eine Runde später folgten Tagliani und Satō. Da Castroneves eine gute erste Runde auf den neuen Reifen gefahren war, gelang es ihm, vor Tagliani zurück auf die Strecke zu kommen und die Führung zu übernehmen. Satō behielt den dritten Platz. Power stoppte in der 54. Runde und verbesserte sich auf die vierte Position.
Tagliani fiel in der Schlussphase mit abbauenden Reifen noch hinter Satō, Power und Rahal zurück. Während Power spritsparend fuhr, holte Satō auf den führenden Castroneves auf und lag ab der 60. Runde direkt hinter ihm. Castroneves hatte zu diesem Zeitpunkt noch doppelt so viel Sekunden für das Push-To-Pass-System übrig wie Satō und hatte damit einen Vorteil im Duell. Satō übte Druck auf Castroneves aus, ein Überholversuch versuchte er aber nicht.
In der Schlussphase fielen noch Servià (technisches Problem) und Pagenaud (Kontakt) aus. Eine Gelbphase gab es im gesamten Rennen nicht, was dazu führte, dass einige Piloten Sprit sparen mussten. Das letzte Straßenkursrennen ohne Gelbphase war 2007 bei den Champ Cars in Portland. In der IndyCar Series fand 2011 ein Rennen ohne Gelbphase auf dem Oval in Fort Worth statt.
Castroneves gewann schließlich das Rennen vor Satō. Castroneves erzielte seinen ersten Sieg beim Edmonton Indy, nachdem ihm die Rennleitung 2010 den Sieg mit einer kontroversen Entscheidung aberkannt hatte. Satō erzielte mit einem zweiten Platz sein bis dahin bestes Ergebnis in der IndyCar Series. Power wurde Dritter vor Rahal, Tagliani und Franchitti. Hunter-Reay wurde nach einem Überholmanöver in der Schlussphase gegen Briscoe Siebter. Die Top 10 komplettierten Briscoe, Wilson und Dixon.
In der Fahrerwertung behielt Hunter-Reay die Führung. Castroneves übernahm den zweiten Platz von Power, der nun auf dem dritten Platz lag. Die Plätze in der Herstellerwertung blieben unverändert.

## Meldeliste
Alle Teams und Fahrer verwendeten das Chassis Dallara DW12 mit einem Aero-Kit von Dallara und Reifen von Firestone.
| Team                                   | Nr. | Fahrer              | Motor     |
| -------------------------------------- | --- | ------------------- | --------- |
| Team Penske                            | 02  | Ryan Briscoe        | Chevrolet |
| Team Penske                            | 03  | Hélio Castroneves   | Chevrolet |
| Team Penske                            | 12  | Will Power          | Chevrolet |
| Panther Racing                         | 04  | J. R. Hildebrand    | Chevrolet |
| KV Racing Technology                   | 05  | E. J. Viso          | Chevrolet |
| KV Racing Technology                   | 08  | Rubens Barrichello  | Chevrolet |
| Dragon Racing                          | 07  | Sébastien Bourdais  | Chevrolet |
| Target Chip Ganassi Racing             | 09  | Scott Dixon         | Honda     |
| Target Chip Ganassi Racing             | 10  | Dario Franchitti    | Honda     |
| KV Racing Technology w/SH              | 11  | Tony Kanaan         | Chevrolet |
| A. J. Foyt Enterprises                 | 14  | Mike Conway         | Honda     |
| Rahal Letterman Lanigan                | 15  | Takuma Satō         | Honda     |
| Dale Coyne Racing                      | 18  | Justin Wilson       | Honda     |
| Dale Coyne Racing                      | 19  | James Jakes         | Honda     |
| Ed Carpenter Racing                    | 20  | Ed Carpenter        | Chevrolet |
| Panther/Dreyer & Reinbold Racing       | 22  | Oriol Servià        | Chevrolet |
| Andretti Autosport                     | 26  | Marco Andretti      | Chevrolet |
| Andretti Autosport                     | 27  | James Hinchcliffe   | Chevrolet |
| Andretti Autosport                     | 28  | Ryan Hunter-Reay    | Chevrolet |
| Service Central Chip Ganassi Racing    | 38  | Graham Rahal        | Honda     |
| Sarah Fisher Hartman Racing            | 67  | Josef Newgarden     | Honda     |
| Schmidt Hamilton Motorsports           | 77  | Simon Pagenaud      | Honda     |
| Lotus-HVM Racing                       | 78  | Simona de Silvestro | Lotus     |
| Novo Nordisk Chip Ganassi Racing       | 83  | Charlie Kimball     | Honda     |
| Bryan Herta Autosport w/Curb-Agajanian | 98  | Alex Tagliani       | Honda     |

Quelle:

## Klassifikationen

### Qualifying
| Pos. | Fahrer              | Team                                   | Fahrzeug          | Gruppe 1  | Gruppe 2  | Top 12    | FF6       | Start |
| ---- | ------------------- | -------------------------------------- | ----------------- | --------- | --------- | --------- | --------- | ----- |
| 01   | Ryan Hunter-Reay    | Andretti Autosport                     | Dallara-Chevrolet | —         | 1:16,3047 | 1:27,5381 | 1:17,2338 | 11    |
| 02   | Dario Franchitti    | Target Chip Ganassi Racing             | Dallara-Honda     | —         | 1:16,6814 | 1:27,3631 | 1:17,2446 | 01    |
| 03   | Ryan Briscoe        | Team Penske                            | Dallara-Chevrolet | 1:16,3663 | —         | 1:27,3466 | 1:17,4238 | 02    |
| 04   | Takuma Satō         | Rahal Letterman Lanigan                | Dallara-Honda     | 1:16,2940 | —         | 1:26,6013 | 1:17,5526 | 03    |
| 05   | Alex Tagliani       | Bryan Herta Autosport w/Curb-Agajanian | Dallara-Honda     | 1:16,2101 | —         | 1:27,4094 | 1:17,6139 | 04    |
| 06   | Hélio Castroneves   | Team Penske                            | Dallara-Chevrolet | —         | 1:16,8429 | 1:27,1590 | 1:17,6401 | 05    |
| 07   | Will Power          | Team Penske                            | Dallara-Chevrolet | 1:15,9508 | —         | 1:27,5666 | —         | 17    |
| 08   | Scott Dixon         | Target Chip Ganassi Racing             | Dallara-Honda     | 1:16,3667 | —         | 1:27,7001 | —         | 18    |
| 09   | Simon Pagenaud      | Schmidt Hamilton Motorsports           | Dallara-Honda     | 1:16,5237 | —         | 1:27,8410 | —         | 06    |
| 10   | Rubens Barrichello  | KV Racing Technology                   | Dallara-Chevrolet | —         | 1:16,9090 | 1:28,2521 | —         | 07    |
| 11   | Graham Rahal        | Service Central Chip Ganassi Racing    | Dallara-Honda     | —         | 1:16,8621 | 1:28,6737 | —         | 08    |
| 12   | James Hinchcliffe   | Andretti Autosport                     | Dallara-Chevrolet | —         | 1:16,3995 | 1:28,7409 | —         | 09    |
| 13   | Justin Wilson       | Dale Coyne Racing                      | Dallara-Honda     | 1:16,6190 | —         | —         | —         | 10    |
| 14   | Sébastien Bourdais  | Dragon Racing                          | Dallara-Chevrolet | —         | 1:16,9747 | —         | —         | 12    |
| 15   | Josef Newgarden     | Sarah Fisher Hartman Racing            | Dallara-Honda     | 1:16,7533 | —         | —         | —         | 13    |
| 16   | James Jakes         | Dale Coyne Racing                      | Dallara-Honda     | —         | 1:16,9900 | —         | —         | 14    |
| 17   | Marco Andretti      | Andretti Autosport                     | Dallara-Chevrolet | 1:16,9881 | —         | —         | —         | 15    |
| 18   | E. J. Viso          | KV Racing Technology                   | Dallara-Chevrolet | —         | 1:16,9920 | —         | —         | 16    |
| 19   | Charlie Kimball     | Novo Nordisk Chip Ganassi Racing       | Dallara-Honda     | 1:17,0078 | —         | —         | —         | 19    |
| 20   | Oriol Servià        | Panther/Dreyer & Reinbold Racing       | Dallara-Chevrolet | —         | 1:17,3906 | —         | —         | 24    |
| 21   | J. R. Hildebrand    | Panther Racing                         | Dallara-Chevrolet | 1:17,5285 | —         | —         | —         | 20    |
| 22   | Tony Kanaan         | KV Racing Technology w/SH              | Dallara-Chevrolet | —         | 1:17,5441 | —         | —         | 21    |
| 23   | Simona de Silvestro | Lotus-HVM Racing                       | Dallara-Lotus     | 1:17,9789 | —         | —         | —         | 25    |
| 24   | Ed Carpenter        | Ed Carpenter Racing                    | Dallara-Chevrolet | —         | 1:17,6818 | —         | —         | 22    |
| 25   | Mike Conway         | A. J. Foyt Enterprises                 | Dallara-Honda     | —         | 1:18,8781 | —         | —         | 23    |

Anmerkungen
1. ↑  Ryan Hunter-Reay wurde aufgrund eines vorzeitigen Motorenwechsels um 10 Positionen nach hinten versetzt.
2. ↑  Will Power wurde aufgrund eines vorzeitigen Motorenwechsels um 10 Positionen nach hinten versetzt.
3. ↑  Scott Dixon wurde aufgrund des Überschreitens des Motorenlimits (der sechste von fünf erlaubten) um 10 Positionen nach hinten versetzt.
4. ↑  Oriol Servià wurde aufgrund eines vorzeitigen Motorenwechsels um 10 Positionen nach hinten versetzt.
5. ↑  Simona de Silvestro wurde aufgrund des Überschreitens des Motorenlimits (der sechste von fünf erlaubten) um 10 Positionen nach hinten versetzt.

Quellen:

### Rennen
| Pos. | Fahrer              | Team                                   | Fahrzeug          | Runden | Zeit         | Start | Führungsrunden |
| ---- | ------------------- | -------------------------------------- | ----------------- | ------ | ------------ | ----- | -------------- |
| 01   | Hélio Castroneves   | Team Penske                            | Dallara-Chevrolet | 75     | 1:38:50,9294 | 05    | 22             |
| 02   | Takuma Satō         | Rahal Letterman Lanigan                | Dallara-Honda     | 75     | + 0,8367     | 03    | 0              |
| 03   | Will Power          | Team Penske                            | Dallara-Chevrolet | 75     | + 5,3697     | 17    | 03             |
| 04   | Graham Rahal        | Service Central Chip Ganassi Racing    | Dallara-Honda     | 75     | + 6,9481     | 08    | 0              |
| 05   | Alex Tagliani       | Bryan Herta Autosport w/Curb-Agajanian | Dallara-Honda     | 75     | + 15,2358    | 04    | 49             |
| 06   | Dario Franchitti    | Target Chip Ganassi Racing             | Dallara-Honda     | 75     | + 15,8757    | 01    | 0              |
| 07   | Ryan Hunter-Reay    | Andretti Autosport                     | Dallara-Chevrolet | 75     | + 21,5357    | 11    | 0              |
| 08   | Ryan Briscoe        | Team Penske                            | Dallara-Chevrolet | 75     | + 23,5311    | 02    | 01             |
| 09   | Justin Wilson       | Dale Coyne Racing                      | Dallara-Honda     | 75     | + 26,3280    | 10    | 0              |
| 10   | Scott Dixon         | Target Chip Ganassi Racing             | Dallara-Honda     | 75     | + 26,6481    | 18    | 0              |
| 11   | Mike Conway         | A. J. Foyt Enterprises                 | Dallara-Honda     | 75     | + 27,0458    | 23    | 0              |
| 12   | James Hinchcliffe   | Andretti Autosport                     | Dallara-Chevrolet | 75     | + 31,4527    | 09    | 0              |
| 13   | Rubens Barrichello  | KV Racing Technology                   | Dallara-Chevrolet | 75     | + 35,1256    | 07    | 0              |
| 14   | Marco Andretti      | Andretti Autosport                     | Dallara-Chevrolet | 75     | + 39,8669    | 15    | 0              |
| 15   | Sébastien Bourdais  | Dragon Racing                          | Dallara-Chevrolet | 75     | + 40,8154    | 12    | 0              |
| 16   | E. J. Viso          | KV Racing Technology                   | Dallara-Chevrolet | 75     | + 55,1028    | 16    | 0              |
| 17   | Josef Newgarden     | Sarah Fisher Hartman Racing            | Dallara-Honda     | 75     | + 56,0449    | 13    | 0              |
| 18   | Tony Kanaan         | KV Racing Technology w/SH              | Dallara-Chevrolet | 75     | + 57,0272    | 21    | 0              |
| 19   | Charlie Kimball     | Novo Nordisk Chip Ganassi Racing       | Dallara-Honda     | 75     | + 1:04,8947  | 19    | 0              |
| 20   | Simon Pagenaud      | Schmidt Hamilton Motorsports           | Dallara-Honda     | 74     | DNF          | 06    | 0              |
| 21   | J. R. Hildebrand    | Panther Racing                         | Dallara-Chevrolet | 74     | + 1 Runde    | 20    | 0              |
| 22   | Ed Carpenter        | Ed Carpenter Racing                    | Dallara-Chevrolet | 74     | + 1 Runde    | 22    | 0              |
| 23   | Simona de Silvestro | Lotus-HVM Racing                       | Dallara-Lotus     | 73     | + 1 Runde    | 25    | 0              |
| 24   | Oriol Servià        | Panther/Dreyer & Reinbold Racing       | Dallara-Chevrolet | 65     | DNF          | 24    | 0              |
| 25   | James Jakes         | Dale Coyne Racing                      | Dallara-Honda     | 43     | DNF          | 14    | 0              |

Quellen:

#### Führungsabschnitte
| Abschnitt | Runden | Fahrer            |
| --------- | ------ | ----------------- |
| 1         | 1–25   | Alex Tagliani     |
| 2         | 26     | Ryan Briscoe      |
| 3         | 27     | Will Power        |
| 4         | 28–51  | Alex Tagliani     |
| 5         | 52–53  | Will Power        |
| 6         | 54–75  | Hélio Castroneves |

Quellen:

#### Gelbphasen
Es gab keine Gelbphase.

## Punktestände nach dem Rennen

### Fahrerwertung
Die Punktevergabe wird hier erläutert.
| Pos. | Fahrer            | Punkte |
| ---- | ----------------- | ------ |
| 01.  | Ryan Hunter-Reay  | 362    |
| 02.  | Hélio Castroneves | 339    |
| 03.  | Will Power        | 336    |
| 04.  | Scott Dixon       | 301    |
| 05.  | James Hinchcliffe | 286    |
| 06.  | Tony Kanaan       | 279    |
| 07.  | Simon Pagenaud    | 276    |
| 08.  | Dario Franchitti  | 258    |
| 09.  | Ryan Briscoe      | 241    |
| 10.  | Graham Rahal      | 237    |
| 11.  | Oriol Servià      | 227    |

| Pos. | Fahrer             | Punkte |
| ---- | ------------------ | ------ |
| 12.  | Justin Wilson      | 222    |
| 13.  | Takuma Satō        | 216    |
| 14.  | Charlie Kimball    | 216    |
| 15.  | J. R. Hildebrand   | 211    |
| 16.  | Marco Andretti     | 203    |
| 17.  | Rubens Barrichello | 200    |
| 18.  | Alex Tagliani      | 194    |
| 19.  | Mike Conway        | 191    |
| 20.  | E. J. Viso         | 186    |
| 21.  | Ed Carpenter       | 175    |
| 22.  | James Jakes        | 172    |

| Pos. | Fahrer              | Punkte |
| ---- | ------------------- | ------ |
| 23.  | Josef Newgarden     | 156    |
| 24.  | Simona de Silvestro | 135    |
| 25.  | Sébastien Bourdais  | 117    |
| 26.  | Katherine Legge     | 103    |
| 27.  | Ana Beatriz         | 28     |
| 28.  | Townsend Bell       | 26     |
| 29.  | Michel Jourdain jr. | 16     |
| 30.  | Sebastian Saavedra  | 14     |
| 31.  | Bryan Clauson       | 13     |
| 32.  | Wade Cunningham     | 13     |
| 33.  | Jean Alesi          | 13     |

### Herstellerwertung
| Pos. | Hersteller | Punkte |
| ---- | ---------- | ------ |
| 1.   | Chevrolet  | 90     |
| 2.   | Honda      | 75     |
| 3.   | Lotus      | 44     |